# Уоррен, Робин
Джон Робин Уоррен, AC (англ. John Robin Warren; 11 июня 1937, Аделаида, Австралия — 23 июля 2024, Перт) — австралийский патолог и учёный, лауреат Нобелевской премии по физиологии и медицине 2005 года. В 1979 году переоткрыл бактерию Helicobacter pylori.

## Биография
Родился 11 июня 1937 года в Аделаиде. Получил степень бакалавра в Университете Аделаиды. В 1967 году начал исследовательскую карьеру в Королевском колледже патологов Австралии и стал старшим патологом Королевского госпиталя Перта, где прошла основная часть его научной карьеры. Вместе с Барри Маршаллом показал, что язва желудка в большинстве случаев вызывается бактерией Helicobacter pylori.
В 1997, после смерти жены (работавшей психиатром), ушёл из медицины.
Умер вечером в Перте, Австралия, 23 июля 2024 года в возрасте 87 лет.

## Награды
В 2005 году Робин Уоррен и его коллега Барри Маршалл получили Нобелевскую премию по физиологии и медицине «За работы по изучению влияния бактерии Helicobacter pylori на возникновение гастрита и язвы желудка и двенадцатиперстной кишки».
- 1997 — Премия Пауля Эрлиха и Людвига Дармштедтера
- 2007 — кавалер ордена Австралии высшей степени (Companion of the Order of Australia)[12].

## Общественная деятельность
В 2016 году подписал письмо с призывом к Greenpeace, Организации Объединённых Наций и правительствам всего мира прекратить борьбу с генетически модифицированными организмами (ГМО).